# Arad (Rumania)
Arad ([aˈrad]ⓘ) es una ciudad con estatus de municipiu de Rumania. Es la capital del distrito de Arad, ubicado en la parte más occidental del país, en la región de Transilvania.
Arad había formado parte del Reino de Hungría desde sus inicios en el año 1000, hasta el final de la Primera Guerra Mundial en 1919, cuando la región había sido unida a Rumanía junto con toda Transilvania, prosiguiendo el fin del dominio austríaco después de la caída del Imperio austro-húngaro. Arad se encuentra a unos 563 km por ferrocarril de la capital nacional, Bucarest; 265 km de la capital húngara, Budapest; y 506 km de la capital austriaca, Viena.
Situada en la orilla derecha del río Mureș, la ciudad consiste en un centro urbano interior y cinco suburbios. Con su aire moderno, la ciudad cuenta con numerosas edificaciones privadas y públicas de notable belleza arquitectural, incluyendo una catedral. Es la sede de un obispado ortodoxo, y posee un seminario teológico ortodoxo, así como dos escuelas preparatorias para profesores —una rumana, la otra húngara— y un conservatorio de música.

## Demografía
La municipalidad de Arad actualmente cuenta con una población de 172 827 habitantes, que se dividen étnicamente de la siguiente manera: 
- Rumanos: 142 968 (82,72 %)
- Húngaros: 22 503 (13,02 %)
- Gitanos: 3004 (1,73 %)
- Alemanes: 2247 (1,30 %)
- así como 2106 pertenecientes a otros grupos étnicos.

## Historia

### Arad medieval

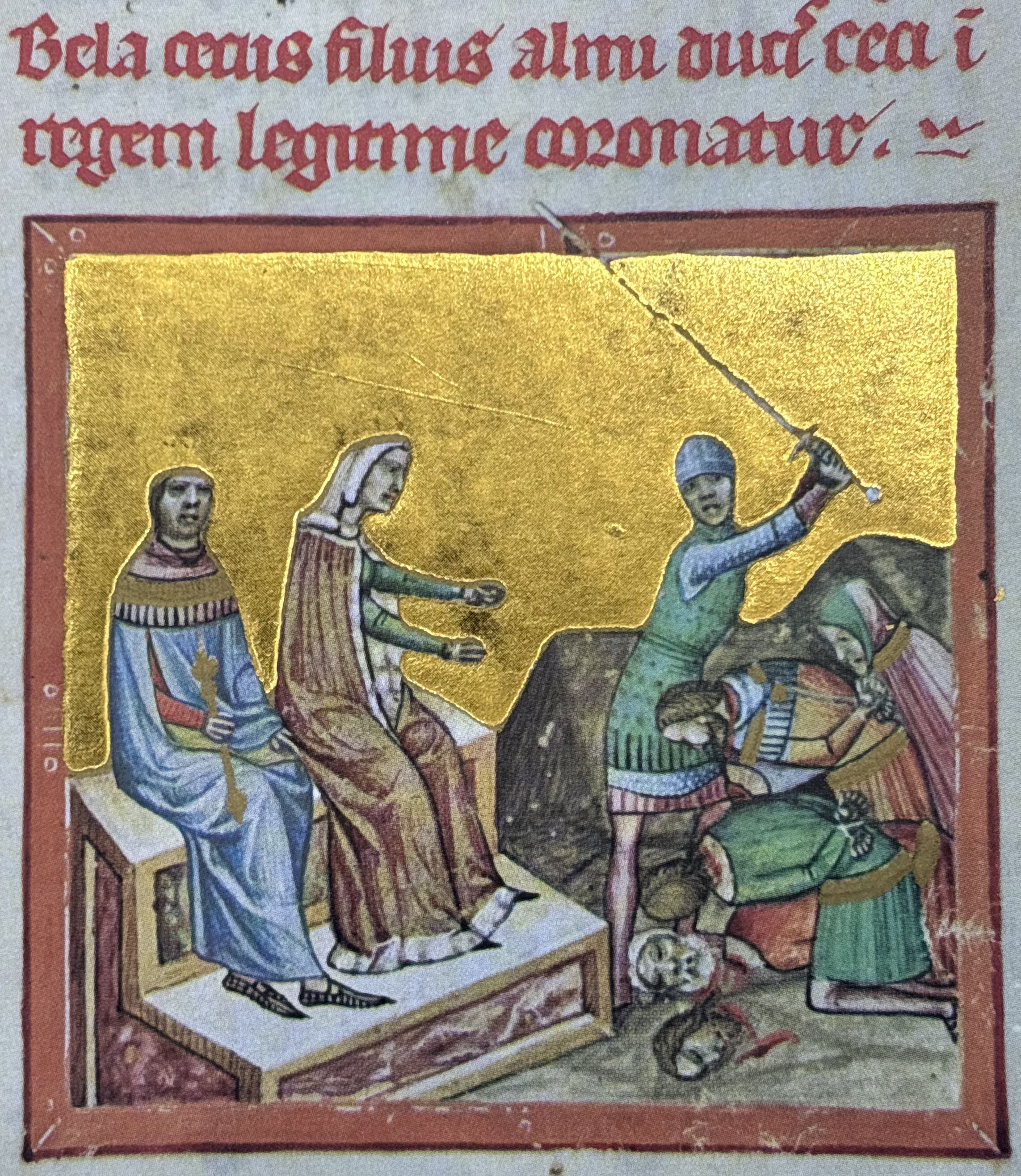
El día sangriento de Arad. El rey Béla II de Hungría y su esposa Helena de Raška ejecutando a los nobles húngaros en Arad.

Arad aparece mencionada por primera vez en documentos históricos del siglo XI. Posteriormente Arad resultaría un sitio recurrente en episodios históricos austro-húngaros medievales. En 1131 el rey Béla II "el Ciego" de Hungría había convocado a los nobles austro-húngaros a la ciudad de Arad luego de su coronación. Ahí, su esposa Helena de Raška exigió la revelación de aquellos que habían aconsejado al fallecido rey Colomán de Hungría que cegase a Béla II y a su padre. Inocentemente a los cinco años de edad, Béla había sido privado de la vista debido a que su padre hubiese conspirado constantemente contra Colomán. Así, la pareja real hizo "justicia" en Arad, y todos los nobles culpables fueron ejecutados durante lo que se llamaría "el día sangriento de Arad".
Como resultado de la invasión mongol a mediados del siglo XIII, todo el Reino de Hungría fue destruido y saqueado por los tártaros. Después de que se retirasen en 1242, el rey Béla IV de Hungría comenzó con la construcción de una línea de defensa basada en castillos por todo el reino de Hungría. En Arad se construyeron las fortalezas de Soimos, Siria y Dezna para defenderla de posibles ataques posteriores. 
En 1526, el Reino de Hungría perdió a su último monarca, Luis II de Hungría, quien cayó en la batalla de Mohács librada contra los turcos otomanos. Paulatinamente se siguieron produciendo incursiones turcas en territorio húngaro, hasta que en 1541 lograron tomar la sede real, Buda. El Reino de Hungría estuvo dividido entonces en tres partes: una bajo control del Sacro Imperio Romano Germánico al oeste, otra bajo dominio turco en el centro, y Transilvania, una entidad semiindependiente como vasallo turco. Sin embargo, en 1551 la región de Arad fue conquistada por el Imperio otomano, que mantuvo su dominio sobre la misma hasta la firma de la Paz de Karlowitz con los austriacos en 1699.

### Arad moderna y contemporánea

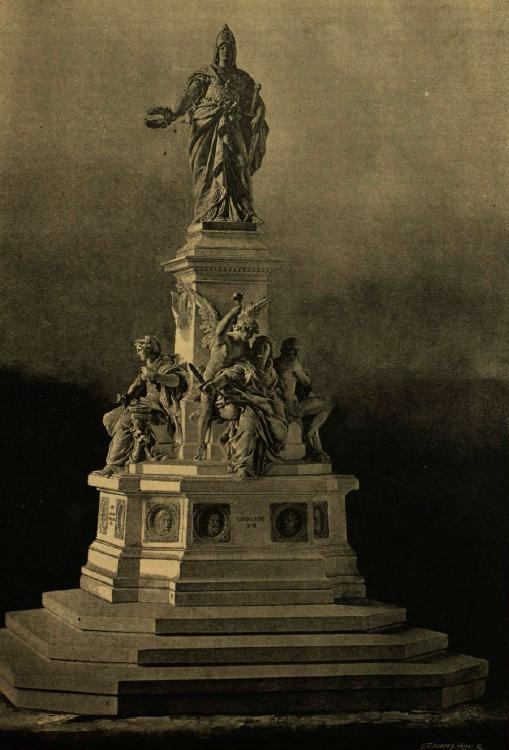
Foto antigua de la Estatua de la Libertad, en Arad. Erigida en memoria de los 13 mártires húngaros de Arad de 1849.

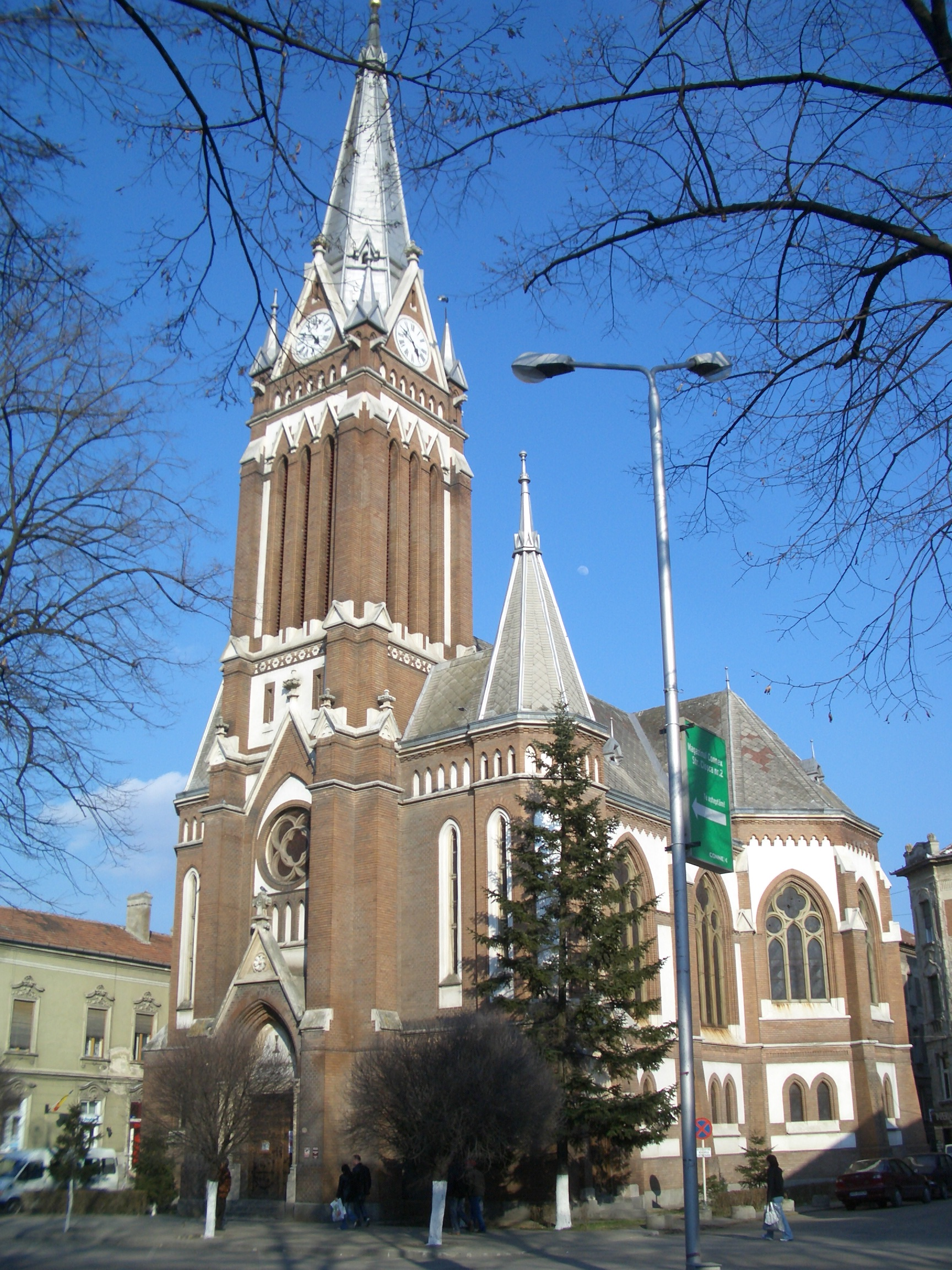
Iglesia luterana de Arad.

Hungría fue reunificada y estuvo bajo control germánico. Pronto se ordenó el levantamiento de nuevas defensas contra posibles agresiones turcas, y Arad no fue la excepción. La nueva fortaleza, construida entre 1763 y 1783, aunque pequeña, resultó formidable y desempeñó un papel fundamental durante la lucha por la independencia húngara en 1849. Tras ser capturada por los rebeldes húngaros, se convirtió en cuartel general de los insurrectos. Fue aquí donde Lajos Kossuth lanzó su famosa proclamación del 11 de agosto de 1849, y donde este último le traspasó el mando supremo a Artúr Görgey. Tras la rendición de Görgey ante las tropas rusas, aliadas de los austriacos, en Világos (Şiria), la fortaleza pasó nuevamente a manos de los últimos que, por órdenes del general austríaco Haynau, el 6 de octubre de 1849 ejecutaron en su interior a trece generales rebeldes. A estos hombres se les conoce hoy como los 13 Mártires de Arad, y en una de las principales plazas públicas de la ciudad se levanta hoy un monumento en su memoria, que consiste en una representación colosal de la figura de Hungría, con cuatro grupos alegóricos y los medallones de los generales ejecutados.
En 1834, el emperador austriaco Francisco I le reconoció a la ciudad el título de "ciudad real libre". Arad disfrutaba por entonces de un gran desarrollo económico.
La ciudad de Aradu Nou ("Nueva Arad"), situada en la orilla opuesta del río Mureş, constituye en la práctica un suburbio de Arad, con la que está unida por un puente. Aradu Nou fue fundada por los turcos durante las guerras del siglo XVII. Las edificaciones levantadas por los turcos en su preparación para la toma de la fortaleza de Arad formaron el núcleo de la nueva ciudad.
En noviembre de 1919, se celebró en la ciudad la reunión entre los representantes del nuevo gobierno democrático austro-húngaro y los nacionalistas rumanos transilvanos que selló políticamente la separación de Transilvania de Austria-Hungría y su anexión a Rumanía.

## Clima
Arad tiene un clima continental con inviernos fríos y húmedos, mientras que los veranos son suaves, con algunos días de calor. En los meses de verano de junio, julio y agosto hay 60 días por encima de los 32 °C. La clasificación climática de Köppen categoriza este subtipo de clima como "Cfb" (clima de la costa oeste marítimo/clima oceánico).
| Parámetros climáticos promedio de Arad | Parámetros climáticos promedio de Arad | Parámetros climáticos promedio de Arad | Parámetros climáticos promedio de Arad | Parámetros climáticos promedio de Arad | Parámetros climáticos promedio de Arad | Parámetros climáticos promedio de Arad | Parámetros climáticos promedio de Arad | Parámetros climáticos promedio de Arad | Parámetros climáticos promedio de Arad | Parámetros climáticos promedio de Arad | Parámetros climáticos promedio de Arad | Parámetros climáticos promedio de Arad | Parámetros climáticos promedio de Arad |
| Mes                                    | Ene.                                   | Feb.                                   | Mar.                                   | Abr.                                   | May.                                   | Jun.                                   | Jul.                                   | Ago.                                   | Sep.                                   | Oct.                                   | Nov.                                   | Dic.                                   | Anual                                  |
| -------------------------------------- | -------------------------------------- | -------------------------------------- | -------------------------------------- | -------------------------------------- | -------------------------------------- | -------------------------------------- | -------------------------------------- | -------------------------------------- | -------------------------------------- | -------------------------------------- | -------------------------------------- | -------------------------------------- | -------------------------------------- |
| Temp. máx. media (°C)                  | 18                                     | 18                                     | 26                                     | 28                                     | 32                                     | 34                                     | 38                                     | 37                                     | 36                                     | 30                                     | 21                                     | 17                                     | 38                                     |
| Temp. media (°C)                       | 1                                      | 4                                      | 16                                     | 21                                     | 23                                     | 25                                     | 30                                     | 28                                     | 24                                     | 17                                     | 9                                      | 5                                      | 15                                     |
| Temp. mín. media (°C)                  | -1                                     | 1                                      | 6                                      | 10                                     | 16                                     | 18                                     | 20                                     | 20                                     | 17                                     | 11                                     | 5                                      | 0                                      | 23                                     |
| Precipitación total (mm)               | 22.8                                   | 18.9                                   | 22.7                                   | 41.5                                   | 39.4                                   | 63.2                                   | 44.9                                   | 39.7                                   | 40.0                                   | 28.2                                   | 29.6                                   | 31.3                                   | 422.2                                  |
| Días de precipitaciones (≥ 123 mm)     | 11                                     | 11                                     | 11                                     | 10                                     | 12                                     | 11                                     | 9                                      | 8                                      | 7                                      | 9                                      | 12                                     | 12                                     | 123                                    |
| Horas de sol                           | 62                                     | 84                                     | 124                                    | 150                                    | 248                                    | 270                                    | 279                                    | 279                                    | 210                                    | 155                                    | 60                                     | 62                                     | 1983                                   |
| [cita requerida]                       |                                        |                                        |                                        |                                        |                                        |                                        |                                        |                                        |                                        |                                        |                                        |                                        |                                        |

## Lugares de interés

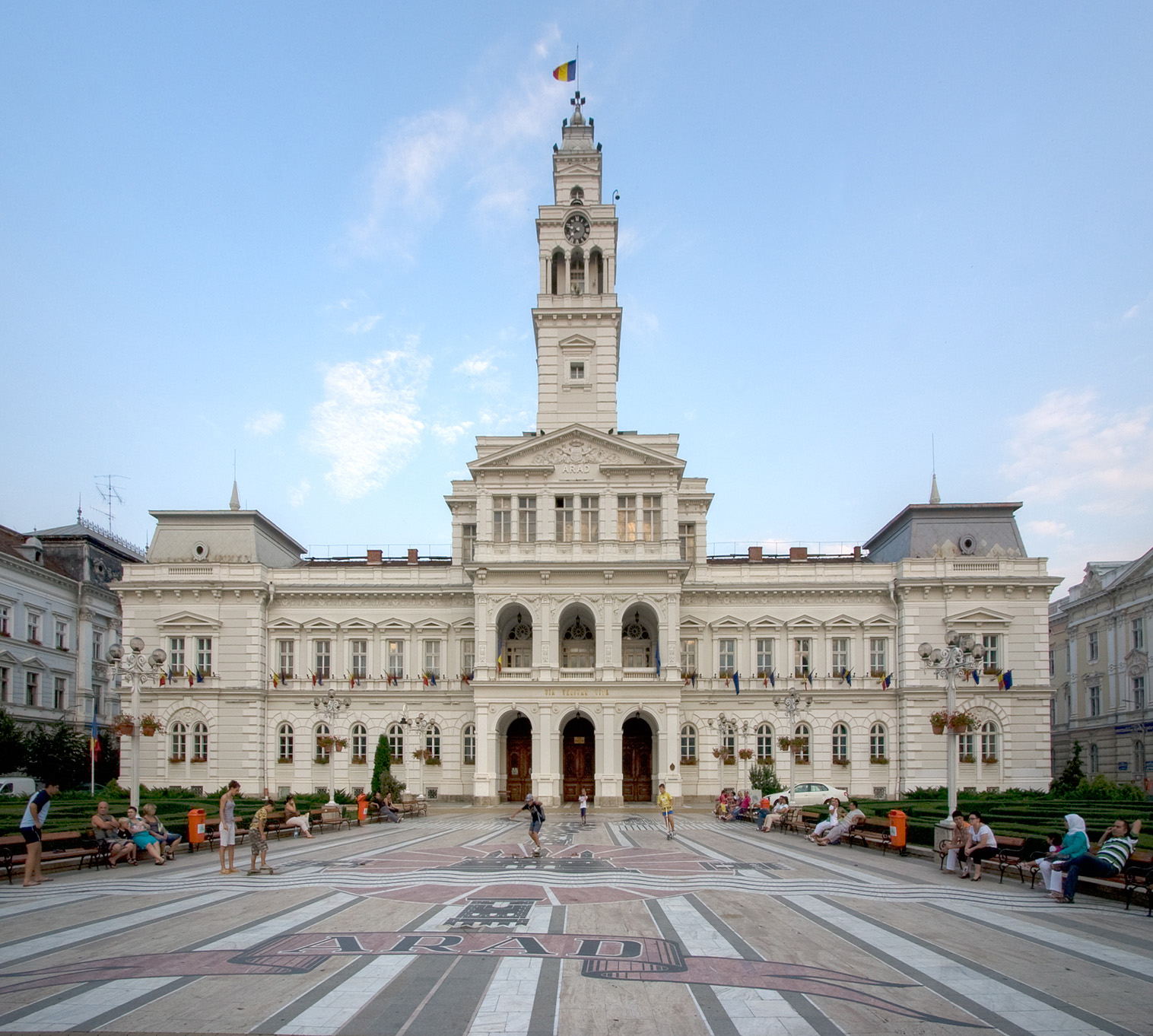
Ayuntamiento de Arad

Entre los lugares de interés de la ciudad destacan:
- La Catedral Ortodoxa Romana de San Juan el Bautista, construida entre 1862 y 1865 en estilo barroco. Los frescos de estilo bizantino que se pueden ver en el interior se pintaron en 1966.
- La Catedral Católica, construida en 1902-1904 en estilo renacentista, según planos del arquitecto Emil Tabacovics. Es una construcción impresionante por su bóveda y sus monumentales columnas.
- El Ayuntamiento, construido en 1872-1874 en estilo neorrenacentista flamenco. Destaca la torre de 54 m de altura.
- El Palacio de Cultura (Palatul Cultural), construido entre 1911-1913 por el arquitecto húngaro Ludovic Szantay en estilo ecléctico, con influencias art nouveau. El edificio acoge actualmente un museo y es sede también de la Filarmónica Estatal.
- La Iglesia Evangélica Luterana, construida en 1906 en estilo neogótico, también conocida como la biserica roşie (iglesia roja), por el color rojizo de sus muros.
- La ciudadela (Cetatea Aradului), construida entre 1762 y 1783 por el arquitecto austriaco Filip Ferdinand Harsch. La puerta principal y los edificios interiores son de estilo barroco.

## Ciudades hermanadas
Arad está hermanada con:
- Kirklees (Inglaterra)
- Ditzingen (Alemania)
- Wurzburg (Alemania)
- Trenčín (Eslovaquia)
- Tatabánya (Hungría)
- Zrenjanin (Serbia)
- Atlit (Israel)
- Fushun (China)
- Gyula (Hungría)
- Hódmezővásárhely (Hungría)
- Pécs (Hungría)
- Guivatayim (Israel)